# Futterbau
Futterbau ist der landwirtschaftliche Anbau von Futterpflanzen für Nutztiere, welche frisch als Grünfutter, gesäuert als Silage oder trocken als Heu verfüttert werden. Er wird meistens von viehhaltenden Betrieben wie Grünlandwirtschaftsbetrieben auf Dauergrünland als Wiese oder Weide oder auf Äckern als Feldfutterbau betrieben. Im Gegensatz dazu bezeichnet der Marktfruchtbau den Anbau von Marktfrüchten, die zur Lebensmittelherstellung, als Lebensmittel oder zur Herstellung von Futtermitteln wie z. B. Kraftfutter oder zur Herstellung von Industrieprodukten verkauft werden.

## Ziele des Futterbaus
Grundsätzlich ist das Ziel des Futterbaus die Produktion von preiswertem und bekömmlichem Grundfutter. Es gilt die Ressourcen eines Standortes, wie z. B. Einstrahlung, Wasser und Nährstoffe, über die Pflanze in eine maximale Menge umsetzbarer Energie umzuwandeln. Das Futter soll einen hohen Gehalt an Protein sowie ein genügendes Angebot an wichtigen Stoffen beinhalten, die eine hohe tierische Leistung ermöglichen.
Für die Bodennutzung hat der Futterbau zusätzliche Aufgaben:
- Verhinderung oder Reduktion von Bodenerosion
- Verbesserung der Bodenstruktur
- Stellung einer günstigen Vorfrucht für eine folgende marktgängige Ackerfrucht
- Mehrung der organischen Substanz im Boden
- Landschaftspflege

## Formen des Futterbaus

### Zwischenfruchtfutterbau
Der Zwischenfruchtfutterbau dient der Ausnutzung der Teilbrache zwischen zwei Hauptfrüchten. In Betrieben mit Tierhaltung wird er eingesetzt, um ausreichend Futter ohne zusätzliche Flächen und ohne die Reduktion des Viehbestandes zu erwerben. Die bestehenden Produktionsreserven eines Betriebes werden so besser genutzt.

### Zweitfrucht-Futterbau
Für den Zweitfrucht-Futterbau wird im Anschluss an eine zeitig im Frühjahr geerntete Erstfrucht (z. B. Frühkartoffeln) oder nach Winter-Zwischenfrüchten eine zweite Kultur angebaut. Aus diesem Grunde müssen Zweitfrüchte spätsaatverträglich sein und dürfen nicht empfindlich auf die stark verminderte Bodenfeuchtigkeit reagieren. Eine rasche und sorgfältige Saatbettherrichtung mit direkt anschließender Saat wirkt sich günstig aus. Eine zu späte Ansaat vermindert dagegen die Ertragssicherheit. 
Der Zweitfrucht-Futterbau beansprucht einen großen Teil der Vegetationszeit (ca. 140 Tage), er steht im Wettbewerb mit Marktfrüchten und muss eine hohe Leistung (50.–60.000 MJ NEL bei 50–80 dt Trockensubstanz/ha) erbringen. Gülle wird meist gut verwertet.
Beispiele für Zweitfrüchte sind z. B. Silomais, Gräser, Markstammkohl, Kohlrüben, Gräser oder Gras-Klee-Gemenge.

### Hauptfrucht-Futterbau
Hauptfrucht-Futterpflanzen belegen den Boden vom Frühjahr an oder nach der Ernte einer Winter-Zwischenfrucht für den größten Teil der Vegetationsperiode. 
Beim einjährigen Hauptfrucht-Futterbau wird innerhalb eines Jahres gesät und geerntet. Die Pflanzen müssen daher nicht winterfest sein. Typisch sind z. B. Silomais und Futterrüben. Der einjährige Hauptfrucht-Futterbau dient meist zur Deckung der Futteransprüche in der Veredelungswirtschaft. Er zeichnet sich aus durch eine hohe Flächen- und Arbeitsproduktivität.
Überjähriger Hauptfrucht-Futterbau bedeutet dagegen, dass im ersten Jahr kaum Ertrag erwirtschaftet werden kann und die Hauptnutzung erst im zweiten Jahr stattfindet. Beispiele hierfür sind Welsches Weidelgras oder Rotklee.
Der mehrjährige Hauptfrucht-Futterbau ist durch eine 2- bis mehrjährige Feldnutzung gekennzeichnet. Es können nur Pflanzen angebaut werden, die winterhart sind und eine mehrmalige Nutzung verkraften. Die Pflanzen sollten außerdem eine kurze Regenerationszeit besitzen. Für mehrjährigen Anbau sind z. B. Luzerne, Kleegras oder Glatthafer geeignet.
Ansaatwiesen besteht aus reinem oder gemischtem Anbau von Gräsern und/oder Leguminosen, die ein oder mehrjährig genutzt werden. Die Ansaatwiese ist häufig ein wichtiges Glied in der Fruchtfolge. Bei ausreichender Wasserversorgung und Düngung ist meist eine hohe Leistung zu erwarten.